# Mort subite du nourrisson
Pour les articles homonymes, voir mort subite et MSN (homonymie).
 Mise en garde médicale
Le syndrome de mort subite du nourrisson (MSN) est la mort soudaine du jeune enfant, âgé d'un mois à un an et apparemment en bonne santé, lors de son sommeil. Le syndrome est aussi connu sous son acronyme anglais SIDS (Sudden Infant Death Syndrome). Le terme médical français exact en 2008 est mort subite inexpliquée du nourrisson (MSIN). En 2009, le terme de mort inattendue du nourrisson (MIN) est désormais utilisé afin de prendre en compte tous les cas de mort survenant brutalement chez un nourrisson alors que rien, dans ses antécédents connus, ne pouvait la laisser prévoir.

## Épidémiologie
Son incidence est variable selon le pays. La Nouvelle-Zélande a, par exemple, une incidence près de dix fois supérieure à celle du Japon. Elle tend à fortement diminuer, surtout à partir des années 1990, pour se stabiliser après les années 2000. Le taux aux États-Unis en 2004 est proche de 1 cas pour 2 000 naissances.

## Causes et facteurs de risque
L'autopsie permet d'identifier une cause précise dans un cas sur dix, le plus souvent respiratoire ou infectieuse. Une anomalie génétique cardiaque (syndrome du QT long) est retrouvée également dans un cas sur dix.
Le meurtre est parfois la cause réelle de la mort subite du nourrisson. Le professeur Michel Roussey du CHU de Rennes estime qu'environ 10 % des morts subites du nourrisson sont en fait des homicides masqués. En Belgique, selon le Professeur Werner Jacobs de l’hôpital universitaire d’Anvers, 20 % des cas de morts subites de nourrissons sont liés à des violences. Les violences sont rarement détectées car l'autopsie de l'enfant n'est pas obligatoire. Par ailleurs, comme l'explique une revue de littérature publiée dans le New England Journal of Medicine, il est impossible à l'autopsie de distinguer un homicide par suffocation intentionnelle d'une véritable mort subite du nourrisson. Selon le même article, l'homicide par suffocation intentionnelle représenterait 5 % des cas de MSN. Dans un article publié dans le British Medical Journal en 1999, M.A. Green, professeur émérite de science forensique à l'université de Sheffield, rapporte que les pathologistes pédiatriques et les pathologistes médicolégaux estiment que 20 % à 40 % des cas de mort subite du nourrisson sont en réalité des infanticides. L'anthropologue américaine Sarah Blaffer Hrdy de l'université de Californie estime que 75 % des morts subites du nourrisson sont des homicides. Ce résultat corrobore le comportement qu'elle a observé chez les primates où Hrdy a identifié l'infanticide comme une stratégie de reproduction.
Dans les autres cas, des facteurs de risque ont été déterminés et la lutte contre ces derniers a permis la chute spectaculaire du nombre de morts de nourrissons dans les années 1990 (plus de 75 % en France)[réf. nécessaire] :
- la position de couchage sur le ventre[14] et sur le côté [15] ;
- un partage du lit avec une autre personne[16] appelé aussi co-dodo ;
- une chambre trop chauffée[17] ;
- le tabagisme de la mère pendant la grossesse et le tabagisme passif[18] ;
- l'âge du nourrisson (pic de décès entre deux et six mois) ;
- la prématurité[19] ;
- le sexe masculin est deux fois plus victime de cette pathologie[2] ;
- d'après plusieurs études, le non-allaitement est un facteur de risque important[20] ;
- l'encombrement du lit empêchant la libre circulation de l'air : tour de lit, peluche, etc.

Un milieu social défavorable majore également le risque.
Il existe une composante génétique, non encore identifiée, avec des formes familiales. Une déficience en acyl-CoA déshydrogénase à chaine moyenne (MCADD), enzyme impliquée dans le catabolisme des lipides, a été identifiée dans de nombreux cas de morts subites chez le nourrisson. Le glucose étant le principal carburant de la cellule après l'apport alimentaire, le catabolisme des lipides est important entre les prises de nourritures puisqu'il assure l'apport énergétique de la cellule lorsque la glycémie baisse et constitue 80 % de l'apport en énergie des cellules cardiaques. La mort subite chez le nourrisson atteint d'une déficience en MCAD peut être causée par un déséquilibre entre l'oxydation des acides gras et du glucose. Un autre facteur de risque est une canalopathie, maladie due à un dysfonctionnement de canaux ioniques jouant un rôle crucial dans la contraction des cellules cardiaques.
Près de 10 % des morts subites n'ont cependant aucun facteur de risque reconnu.
Un déséquilibre de sérotonine pourrait expliquer 50 % des cas de mort subite du nourrisson.
Une autre hypothèse serait possiblement infectieuse avec la présence de certains germes trouvés de manière plus fréquente chez les morts subites inexpliquées par rapport aux morts subites à cause identifiée. L'explication de cette corrélation n'est cependant pas claire.

## Mécanisme
Il est, pour l'instant, inconnu. L'hypothèse en vogue serait un problème d'automaticité de la respiration ou des fonctions végétatives due à une maturation neurologique insuffisante. L'absence, ou le caractère incomplet, de réveil malgré la présence de stimulus physiologiques pourrait être un facteur aggravant. L'absence de respiration réflexe (« gasp ») en cas de défaut d'oxygénation du cerveau, pourrait être également l'un des mécanismes.

## Mesures de prévention

Une affiche d'éducation parentale aux États-Unis promouvant le couchage sur le dos.

L'enfant doit être couché sur le dos. Des campagnes d'information ont été lancées dans plusieurs pays à la fin des années 1990 à ce sujet, notamment la campagne canadienne, ce changement d'attitude ayant pu réduire le risque de mort subite de moitié.
Le matelas doit être ferme. Les couvertures et les éléments de literie trop mous sont à éviter. Le couchage de l'enfant doit être séparé de celui des parents ou d'un autre enfant. Il faut éviter le surchauffage et le tabagisme autour des nourrissons.
Les bébés qui dorment dans une chambre où un ventilateur brasse de l'air réduit de 72 % le risque de faire une MSN comparativement à des enfants qui dorment sans ventilateur. Il importe de réduire le confinement et le fait que le bébé inhale du dioxyde de carbone qu'il a exhalé. D'autres études sont nécessaires pour mieux déterminer les relations entre les différents types de ventilation et les risques de MSN (pour écarter les biais potentiels de l'étude princeps).
La prise en charge psychologique des familles ayant eu un cas de mort subite du nourrisson est souvent nécessaire. La peur d'une récidive chez un autre enfant en bas âge est toujours présente mais le risque, même s'il est statistiquement majoré, reste extrêmement faible, inférieur à 1 %.
Plusieurs entreprises commercialisent des capteurs (fréquence cardiaque, mouvements respiratoires, oxymétrie…) reliés à un téléphone. Leur intérêt n'est cependant pas établi et ils n'ont pas l'agrément comme dispositif médical. Ils peuvent être anxiogènes en raison des alarmes non justifiées.